# Pinikir
Pinikir, ou Kirrisi, ou ainda Kiririsha, era a deusa-mãe dos elamitas.
"O fato de que a precedência foi dada a uma deusa, a qual estava acima dos demais deuses do panteão elamitas, indica que os devotos elamitas seguiam o matriarcado nesta religião... No terceiro milênio, estas deusas exibiam um indiscutível poder à frente do panteão elamita". Segundo o The Cambrigde ancient history: "a predominância de uma deusa é provavelmente um reflexo da prática do matriarcado que sempre caracterizou a civilização elamita em maior ou menor grau". "O Elam é a primeira cultura desenvolvida do Irã e, ao lado da Suméria, é considerada a mais desenvolvida sociedade da história antiga".